# 利亞姆·梅薩
利亞姆·梅薩（英語：Liam Messam；1984年3月25日—）是一位新西蘭橄欖球運動員。他是新西蘭國家橄欖球隊的一員，代表新西蘭參加了2015年世界盃橄欖球賽。